# Tuy Hòa
Tuy Hòa es una localidad de la provincia de Phu Yen, Nam Trung Bo, Vietnam. En el año 2007 contaba con 162.278 habitantes. Su extensión superficial es de 138,62 km² y tiene una densidad de 1175 hab/km². esta ciudad tiene 12 salas urbanas (phường) y 4 comunas rurales (xã).
- Datos: Q35747
- Multimedia: Tuy Hoa / Q35747